# Consejo Consultivo Empresarial para el Crecimiento Económico de México
El Consejo Consultivo Empresarial para el Crecimiento Económico de México, es un órgano administrativo de consulta del poder ejecutivo federal de México y de vinculación con el sector empresarial de dicho país, que tiene como objeto dar voz a tal sector en las decisiones y políticas públicas del gobierno federal. Fue creado mediante decreto presidencial el 25 de junio de 2013 e instalado el 15 de agosto de dicho año.

## Creación
El consejo fue creado mediante decreto del presidente Enrique Peña Nieto el 25 de junio de 2013. Posteriormente el 15 de agosto de ese año se instala en la práctica el nuevo consejo. Los lineamientos bajo los cuales operará este organismo deberán crearse antes de la siguiente sesión del Consejo.

## Funciones
El Decreto de creación da las siguientes funciones al Consejo:
1. Diseñar y proponer esquemas que se vinculen con las políticas y programas de la Administración Pública Federal en materia de desarrollo productivo, competitividad e innovación para acelerar el crecimiento económico;
2. Proponer reformas al orden jurídico, en las materias relacionadas con el objeto del Consejo, a fin de generar áreas de oportunidad y fortalecer las existentes para incentivar el desarrollo económico del país;
3. Proponer políticas que propicien un cambio estructural ordenado para el crecimiento de actividades e industrias de alto valor agregado, que apoyen la transformación de los sectores tradicionales de la economía;
4. Proponer mecanismos de coordinación para el fortalecimiento de las acciones del Gobierno Federal en materia de promoción de exportaciones y de atracción de inversión extranjera directa;
5. Recomendar mecanismos que permitan consolidar la apertura de empresas y su vinculación con los gobiernos de las entidades federativas y de los municipios para su efectiva aplicación;
6. Promover políticas de desarrollo acordes a las vocaciones productivas de cada región del país;
7. Promover el crecimiento de las actividades económicas, particularmente de las micro, pequeñas y medianas empresas, así como el impulso a los emprendedores, mediante acciones que faciliten el acceso al financiamiento en condiciones competitivas;
8. Proporcionar análisis e información con respecto a la operación, regulación y funcionamiento sano de la economía y otros factores que puedan contribuir al crecimiento sostenible y al aumento de la productividad;
9. Analizar las políticas vinculadas a la promoción, desarrollo y fortalecimiento del sector turístico y a la ejecución de programas y acciones que impacten de manera positiva en los servicios, actividad e industria turística nacional;
10. Estudiar las políticas relacionadas con el impacto ambiental y proponer acciones y programas que fomenten una administración eficiente y racional de los recursos naturales, así como su aprovechamiento sustentable;
11. Promover la inclusión del medio ambiente como uno de los elementos indispensables para el desarrollo económico equilibrado del país;
12. Recibir y analizar las propuestas de políticas públicas de representantes de los sectores público, social y privado, con el objeto de propiciar un crecimiento económico incluyente;
13. Fortalecer la convergencia de los diversos sectores en la determinación de políticas encaminadas al apoyo y desarrollo de la productividad y competitividad de la micro, pequeña y mediana empresa, así como el fortalecimiento y consolidación de emprendedores;
14. Proponer a las distintas dependencias y entidades de la Administración Pública Federal la adopción de políticas públicas que contribuyan al crecimiento y desarrollo económicos, en sus respectivos ámbitos de competencia;
15. Realizar diagnósticos enfocados al crecimiento de los sectores económicos del país, así como respecto del desarrollo de las empresas;
16. Formular propuestas de acciones que permitan posicionar a México como una economía competitiva a nivel internacional;
17. Proponer acciones encaminadas a elevar la competitividad y el crecimiento de los sectores de la economía nacional, así como mejorar su posicionamiento en los mercados internacionales;
18. Recomendar la realización de proyectos de investigación de interés nacional en relación con el crecimiento económico;
19. Atender las consultas en asuntos que competan al propio Consejo;
20. Promover la sistematización de indicadores económicos y de información nacional e internacional relevante para el cumplimiento del objeto del Consejo;
21. Aprobar su Programa Anual de Actividades;
22. Aprobar sus Lineamientos de Operación, y
23. Las demás funciones necesarias para el cumplimiento de su objeto.

## Integración
El artículo tercero del decreto de creación señala que el consejo se integra de 10 miembros, de ellos, cinco son representantes de secretarías de estado y los restantes cinco de los sectores empresarial y financiero del país. Siendo el presidente de dicha comisión el Secretario de Hacienda. Las secretarías de estado que conforman la mitad de los miembros son las siguientes:
- El Secretario de Hacienda y Crédito Público.
- El Secretario de Medio Ambiente y Recursos Naturales.
- El Secretario de Economía.
- El Secretario del Trabajo y Previsión Social.
- El Secretario de Turismo.

Cuando fue instalado el consejo, los representantes del sector empresarial fueron los siguientes:
- Jorge Dávila Flores, presidente de la CONCANACO-SERVYTUR
- Francisco Funtanet Mange, presidente de CONCAMIN.
- Juan Pablo Castañón Castañón, presidente de COPARMEX.
- Claudio X. González, presidente del Consejo Mexicano de Hombres de Negocios.
- Benjamín Grayeb Ruíz, presidente del Consejo Nacional Agropecuario